# Euploea albitincta
Euploea albitincta är en fjärilsart som beskrevs av Talbot och Le Cerf 1925. Euploea albitincta ingår i släktet Euploea och familjen praktfjärilar. Inga underarter finns listade i Catalogue of Life.